# Wendell Pierce
Wendell Edward Pierce (nacido el 8 de diciembre de 1963 en Nueva Orleans, Luisiana) es un actor y productor estadounidense, conocido por su destacado trabajo en cine, televisión y teatro. A lo largo de su carrera, ha interpretado una amplia variedad de papeles, consolidándose como una de las figuras más respetadas en la industria del entretenimiento. Pierce es especialmente reconocido por su participación en series de gran éxito como The Wire y Treme, ambas producciones de la cadena HBO.
Además de su trabajo en televisión, Wendell Pierce ha tenido una notable carrera en el cine y el teatro, participando en diversas películas aclamadas por la crítica y en representaciones teatrales tanto en Broadway como en otros escenarios importantes. A lo largo de los años, ha sido reconocido por su versatilidad como actor, su presencia en pantalla y su capacidad para interpretar personajes complejos y multifacéticos.
Estudió en la Juilliard School.En el ámbito personal, Pierce ha sido un defensor del desarrollo de la comunidad de Nueva Orleans y ha estado involucrado en varios proyectos filantrópicos y de reconstrucción tras el paso del huracán Katrina. Su contribución al arte y a la sociedad ha sido ampliamente reconocida, y continúa siendo una figura influyente en la cultura popular.

## Trayectoria profesional
Pierce actuó en las cinco temporadas de la serie The Wire, de la cadena norteamericana HBO, interpretando al detective Bunk Moreland. Dicho papel le valió una nominación a los premios de la NAACP. También interpreta a un policía corrupto en Third Watch (donde su nombre es Conrad "Candyman" Jones y a un psiquiatra en la serie Numb3rs. A estos dos, se le suma su papel en "Suits", serie en la cual interpreta al mítico abogado Robert Zane. Su papel importante más reciente es el de Antoine Batiste en la serie Treme, también del canal HBO.

## Filmografía

### Cine
| Año  | Título                                                       | Personaje                      | Ref,  |
| ---- | ------------------------------------------------------------ | ------------------------------ | ----- |
| 1986 | The Money Pit                                                | Paramedico                     |       |
| 1989 | Casualties of War                                            | MacIntire                      |       |
| 1989 | Family Business                                              | Fiscal                         |       |
| 1990 | A Matter of Degrees                                          | Wells Dennard                  |       |
| 1991 | A Rage in Harlem                                             | Louis                          |       |
| 1992 | Malcolm X                                                    | Ben Thomas                     |       |
| 1993 | Manhattan Murder Mystery                                     | Policía                        |       |
| 1994 | It Could Happen to You                                       | Bo Williams                    |       |
| 1994 | the lottery of love                                          | Andrew Bergman                 |       |
| 1995 | Bye Bye Love                                                 | Hector                         |       |
| 1995 | Hackers                                                      | Agente Dick Gill               |       |
| 1995 | Waiting to Exhale                                            | Michael Davenport              |       |
| 1996 | Get on the Bus                                               | Wendell                        |       |
| 1996 | Sleepers                                                     | Eddie 'Little Caesar' Robinson |       |
| 1998 | Bulworth                                                     | Fred                           |       |
| 1999 | The 24 Hour Woman                                            | Roy LaBelle                    |       |
| 1999 | Shadows of the Past (aka Abilene)                            | Reverend Tillis                |       |
| 2002 | Brown Sugar                                                  | Simon                          |       |
| 2003 | The Fighting Temptations                                     | Reverend Lewis                 |       |
| 2004 | A Hole in One                                                | Dan                            |       |
| 2004 | Land of Plenty                                               | Henry                          |       |
| 2004 | Ray                                                          | Wilbur Brassfield              |       |
| 2006 | Stay Alive                                                   | Detective Thibodeaux           |       |
| 2007 | I Think I Love My Wife                                       | Sean                           |       |
| 2009 | The Storm Inside (Documental)                                | Narrador                       |       |
| 2010 | Night Catches Us                                             | David Gordon                   |       |
| 2010 | Love Ranch                                                   | Naasih Mohammed                |       |
| 2010 | The Big Uneasy (Documental)                                  | Él mismo (narración)           |       |
| 2011 | The Mortician                                                | Wendell Simms                  |       |
| 2011 | Horrible Bosses                                              | Detective Hagan                |       |
| 2012 | Lay the Favorite                                             | Dave 'The Rave'                |       |
| 2012 | The Twilight Saga: Breaking Dawn – Part 2                    | J. Jenks                       | [ 3 ] |
| 2012 | Four                                                         | Joe                            |       |
| 2013 | Parker                                                       | Carlson                        |       |
| 2013 | Möbius                                                       | Bob                            |       |
| 2014 | Elsa & Fred                                                  | Armande                        |       |
| 2014 | Selma                                                        | Hosea Williams                 |       |
| 2014 | Foreclosure                                                  | Virgil                         |       |
| 2015 | The Runner                                                   | Frank Legrand                  |       |
| 2015 | Mary Lou Williams: The Lady Who Swings the Band (Documental) | Andy Kirk (Voz)                |       |
| 2015 | Runaway Hearts                                               | Paul                           |       |
| 2015 | The Gift                                                     | Detective Mills                |       |
| 2016 | Bad Moms                                                     | Director Daryl Burr            |       |
| 2017 | Rodents of Unusual Size (Documental)                         | Narrador                       |       |
| 2018 | Piercing                                                     | Doctor                         |       |
| 2018 | One Last Thing                                               | Dylan Derringer                |       |
| 2019 | Clemency                                                     | Jonathan Williams              |       |
| 2019 | Burning Cane                                                 | Reverendo Tillman              |       |
| 2025 | Thunderbolts*                                                | Congresista Gary               |       |
| 2025 | Superman                                                     | Perry White                    | [ 4 ] |

### Televisión
| Año           | Título                                                  | Personaje                           | Notas                                                                               |
| ------------- | ------------------------------------------------------- | ----------------------------------- | ----------------------------------------------------------------------------------- |
| 1987          | Vietnam War Story                                       | Francés                             | Episodio: "The Pass"                                                                |
| 1989          | A Man Called Hawk                                       | Derrick West                        | Episodio: "Never My Love"                                                           |
| 1988–1989     | The Equalizer                                           | Dr. Wolff                           | Episodios: "The Last Campaign" and "Starfire"                                       |
| 1990          | Capital News                                            | Conrad White                        | 13 Episodios                                                                        |
| 1991          | General Motors Playwrights Theater                      | Sargento Kelly                      | Episodio: "Avenue Z Afternoon"                                                      |
| 1991          | The 10 Million Dollar Getaway                           | Parnell 'Stacks' Edwards            | Película de televisión                                                              |
| 1991          | I'll Fly Away                                           | Charles                             | Episodio: "Coming Home"                                                             |
| 1992          | Law & Order                                             | Jefe Ola-Gimju Nwaka                | Episodio: "Consultation"                                                            |
| 1992          | Unnatural Pursuits                                      | Cabbie                              | Episodio: "I Don't Do Cuddles"                                                      |
| 1993          | Strapped                                                | Desconocido                         | Película de televisión                                                              |
| 1995          | Law & Order                                             | Jerome Bryant                       | Episodio: "Rage"                                                                    |
| 1995          | New York News                                           | Jesus                               | Episodio: "The Using Game"                                                          |
| 1996          | New York Undercover                                     | Dr. Anthony Fisher                  | Episodio: "Bad Blood"                                                               |
| 1996          | Never Give Up: The Jimmy V Story                        | John Saunders                       | Película de televisión                                                              |
| 1996–1997     | Moloney                                                 | Fiscal de Distrito Calvin Patterson | 5 Episodios                                                                         |
| 1997          | 413 Hope                                                | 'Taffy'                             | Episodio piloto                                                                     |
| 1997          | The Advocate's Devil                                    | Justin                              | Película de televisión                                                              |
| 1997–1999     | The Gregory Hines Show                                  | Carl Stevenson                      | 20 Episodios                                                                        |
| 1999          | The Expert                                              | Dr. Worseley                        | Episodio piloto                                                                     |
| 1999          | Law & Order                                             | Sr. Wade                            | Episodio: "Disciple"                                                                |
| 1998–2000     | The Brian Benben Show                                   | Kevin La Rue                        | 7 Episodios                                                                         |
| 2000          | God, the Devil and Bob                                  | Calvin Johnson                      | Voz. Episodios: "In the Beginning" y "Date from Hell"                               |
| 2000          | Third Watch                                             | Oficial Conrad 'Candyman' Jones     | 5 Episodios                                                                         |
| 2000          | City of Angels                                          | Norbert Grimly                      | Episodio: "Straight Flush"                                                          |
| 2001          | My Wife and Kids                                        | Dr. Boucher                         | Episodio piloto                                                                     |
| 2000–2001     | The Weber Show/Cursed                                   | Wendell Simms                       | 17 Episodios                                                                        |
| 2002          | Girlfriends                                             | Anthony Jackson                     | Episodio: "Childs in Charge"                                                        |
| 2002–2008     | The Wire                                                | Det. William 'Bunk' Moreland        | 54 Episodios. Nominado—NAACP Image Award por Actor destacable en una Serie de Drama |
| 2004          | Judging Amy                                             | Harry Benton                        | Episodio: "Sins of the Father"                                                      |
| 2004          | Law & Order                                             | Roger Porter                        | Episodio: "Gunplay"                                                                 |
| 2004          | Law & Order: Trial by Jury                              | Dr. Richard Link                    | Episodios: "The Line" y "Eros in the Upper Eighties"                                |
| 2006          | Close to Home                                           | Sam Carter                          | Episodio: "Prodigal Son"                                                            |
| 2007          | Life Support                                            | 'Slick'                             | Película de televisión                                                              |
| 2007          | The Wire: The Chronicles                                | Detective William 'Bunk' Moreland   | Episodio: "2000: Bunk and McNulty"                                                  |
| 2007–2008     | Numb3rs                                                 | William Bradford                    | 4 Episodios                                                                         |
| 2008          | Women's Murder Club                                     | Bill Schroeder                      | Episodio: "Father's Day"                                                            |
| 2008          | In Plain Sight                                          | Dr. Warren McBride / Warren Morris  | Episodio: "It Doesn't Live Here Anymore"                                            |
| 2008          | House of Payne                                          | Jeffrey Lucas                       | Episodios: "The Last Supper" and "We've Come this Far by Faith: Part 2"             |
| 2009          | Fear Itself                                             | Wiilbur Orwell                      | Episodio: "Something with Bite"                                                     |
| 2009          | Hawthorne                                               | Michael Schilling                   | Episodio: "Trust Me"                                                                |
| 2009          | Drop Dead Diva                                          | Neal David                          | Episodio: "Grayson's Anatomy"                                                       |
| 2010          | Tim & Eric Awesome Show                                 | Detective                           | Episodio: "Re-Animated"                                                             |
| 2010–2013     | Treme                                                   | Antoine Batiste                     | 36 Episodios                                                                        |
| 2013–2019     | Suits                                                   | Robert Zane                         | Recurrente. 36 Episodios                                                            |
| 2013–2014     | The Michael J. Fox Show                                 | Harris Green                        | Reparto regular. 22 Episodios                                                       |
| 2014–2015     | Ray Donovan                                             | Ronald Keith                        | Recurrente. 11 Episodios                                                            |
| 2015–2017     | The Odd Couple                                          | Teddy                               | Reparto regular. 38 Episodios                                                       |
| 2015          | The Night Shift                                         | Walt                                | Episodio: "Moving On"                                                               |
| 2016          | Grease: Live                                            | Entrenador Calhoun                  | Musical de televisión en vivo                                                       |
| 2016          | Confirmation                                            | Clarence Thomas                     | Película de televisión                                                              |
| 2016          | Pickle and Peanut                                       | Dr. Craig                           | Voz. Episodio: "Night Shift/Scalped"                                                |
| 2017          | Archer                                                  | Verl                                | Voz. Episodio: "Archer Dreamland: Jane Doe"                                         |
| 2017–Presente | Chicago P.D.                                            | Alderman Ray Price                  | 10 episodios                                                                        |
| 2018          | Unsolved: The Murders of Tupac and the Notorious B.I.G. | Detective Lee Tucker                | 3 episodios                                                                         |
| 2018–2023     | Jack Ryan                                               | James Greer                         | Reparto regular                                                                     |
| 2020-presente | The Watch                                               | Muerte                              | Voz. 7 episodios                                                                    |

## Premios y nominaciones

### Teatro
| Año  | Otorga                         | Premio      | Obra                | Resultado |
| ---- | ------------------------------ | ----------- | ------------------- | --------- |
| 2007 | Tony Award                     | Mejor obra  | Radio Golf          | Nominado  |
| 2012 | Tony Award                     | Mejor obra  | Clybourne Park      | Ganó      |
| 2019 | Evening Standard Theatre Award | Mejor Actor | Death of a Salesman | Nominado  |
| 2020 | Laurence Olivier Award         | Mejor Actor | Death of a Salesman | Nominado  |